# Cornelius Ysselstyn
Cornelius Ysselstyn (* 9. Dezember 1904 in Den Haag; † 3. April 1979 in Toronto) war ein kanadischer Cellist und Musikpädagoge niederländischer Herkunft.

## Leben
Ysselstyn kam 1936 nach Toronto. Er war mehrere Jahre Cellist im Toronto Symphony Orchestra und im CBC Symphony Orchestra. Als Kammermusiker gehörte er u. a. dem Dembeck String Quartet (mit John Dembeck, Stanley Colt und Robert Warburton), dem Parlow String Quartet (mit Kathleen Parlow, Samuel Hersenhoren bzw. Andrew Benac und Stanley Solomon) und dem Sumberg Trio (mit Harold Sumberg und Alberto Guerrero bzw. Leo Barkin) an. Er unterrichtete am Toronto Conservatory of Music, wo Donald Whitton und Michael Kilburn zu seinen Schülern zählten.